# São João da Madeira (freguesia)
A Freguesia de São João da Madeira é uma freguesia portuguesa do Município de São João da Madeira, com 7,94 km² de área e 22143 habitantes (censo de 2021), tendo, por isso, uma densidade populacional de 2 788,8 hab./km².
É a única freguesia do seu município.

## Demografia
A população registada nos censos foi:
| Distribuição da População por Grupos Etários | Distribuição da População por Grupos Etários | Distribuição da População por Grupos Etários | Distribuição da População por Grupos Etários | Distribuição da População por Grupos Etários |
| -------------------------------------------- | -------------------------------------------- | -------------------------------------------- | -------------------------------------------- | -------------------------------------------- |
| Ano                                          | 0-14 Anos                                    | 15-24 Anos                                   | 25-64 Anos                                   | > 65 Anos                                    |
| 2001                                         | 3656                                         | 3145                                         | 11745                                        | 2556                                         |
| 2011                                         | 3126                                         | 2514                                         | 12498                                        | 3575                                         |
| 2021                                         | 2680                                         | 2336                                         | 12221                                        | 4906                                         |